# Европейский маршрут E34
Европейский маршрут Е34 — европейский автомобильный маршрут категории А, соединяющий города Брюгге (Бельгия) и Бад-Эйнхаузен (Германия). Длина маршрута — 489 км.

## Города, через которые проходит маршрут
Маршрут Е34 проходит через 3 европейские страны:
- Бельгия: Брюгге — Антверпен —
- Нидерланды: Венло —
- Германия: Дуйсбург — Оберхаузен — Бад-Эйнхаузен

Е70 связан с маршрутами
| - E403 - E404 - E17 - E19 |  | - E313 - E25 - E312 - E35 |  | - E37 - E41 - E331 - E30 |

## Фотографии

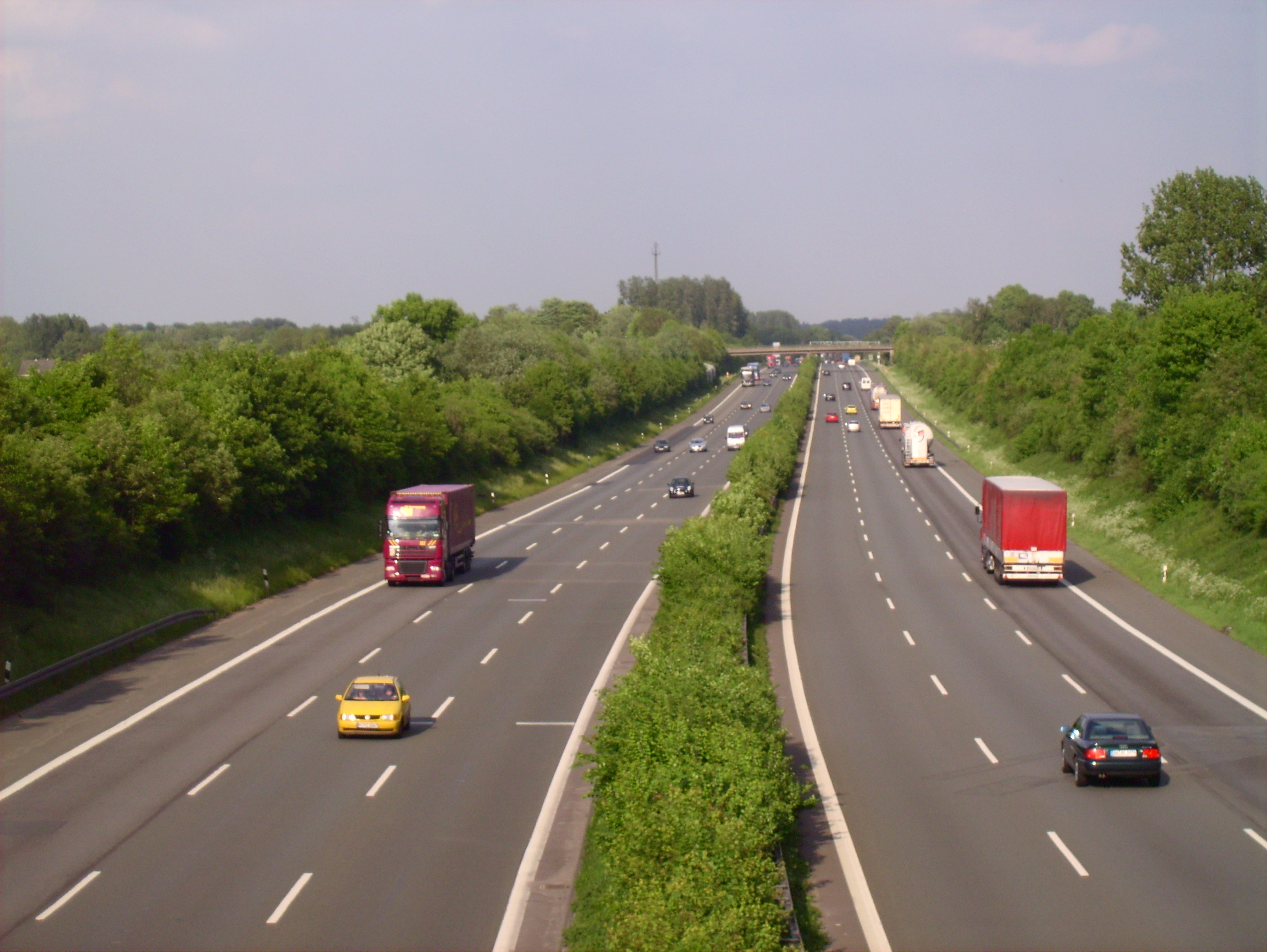
Е34 возле Камена, Германия
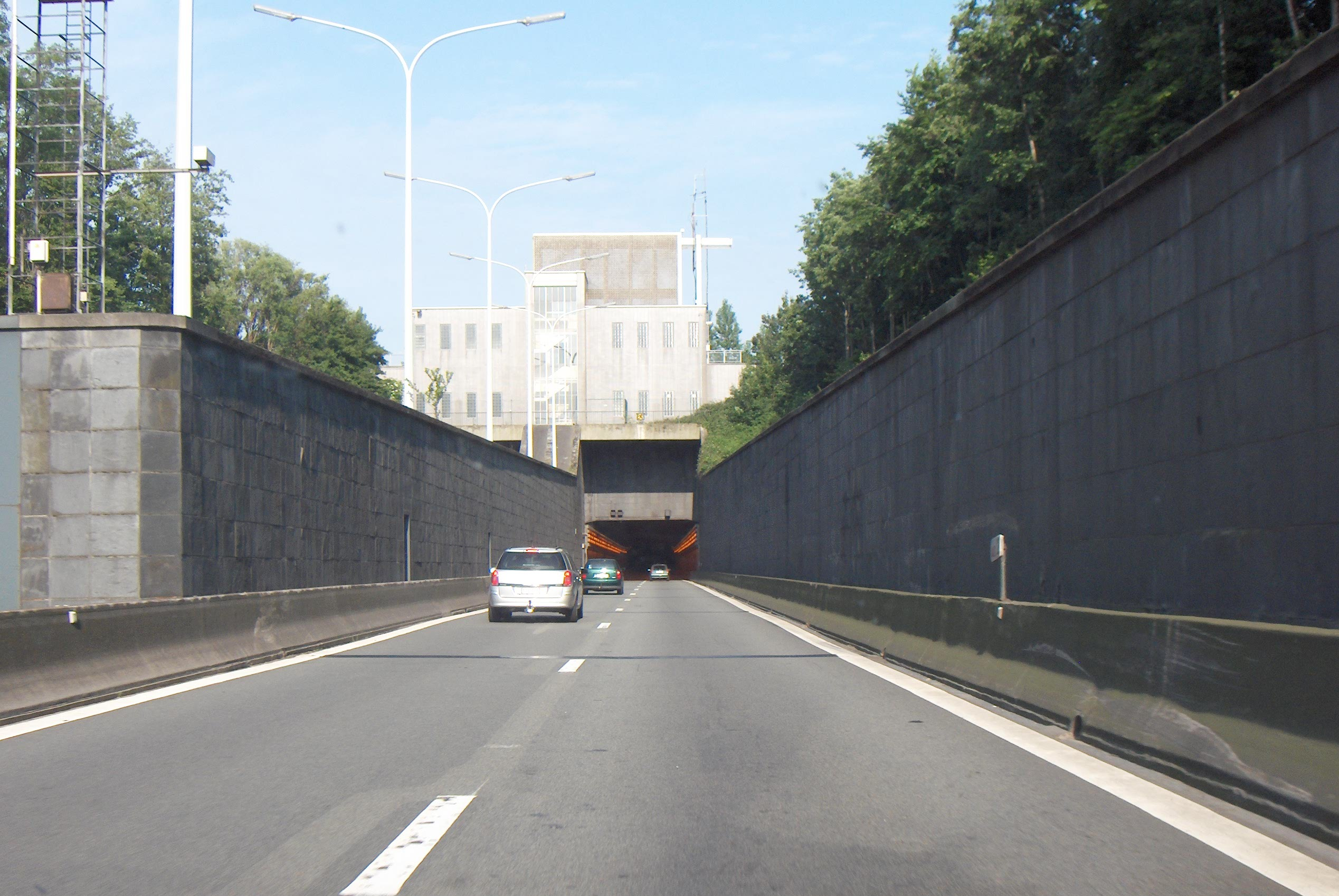
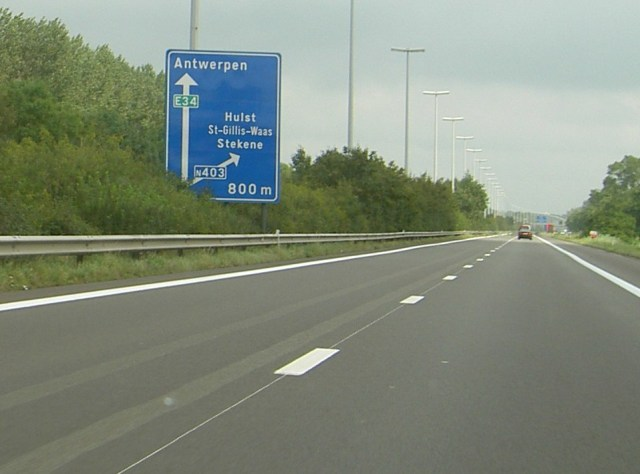
Е34 в Бельгии
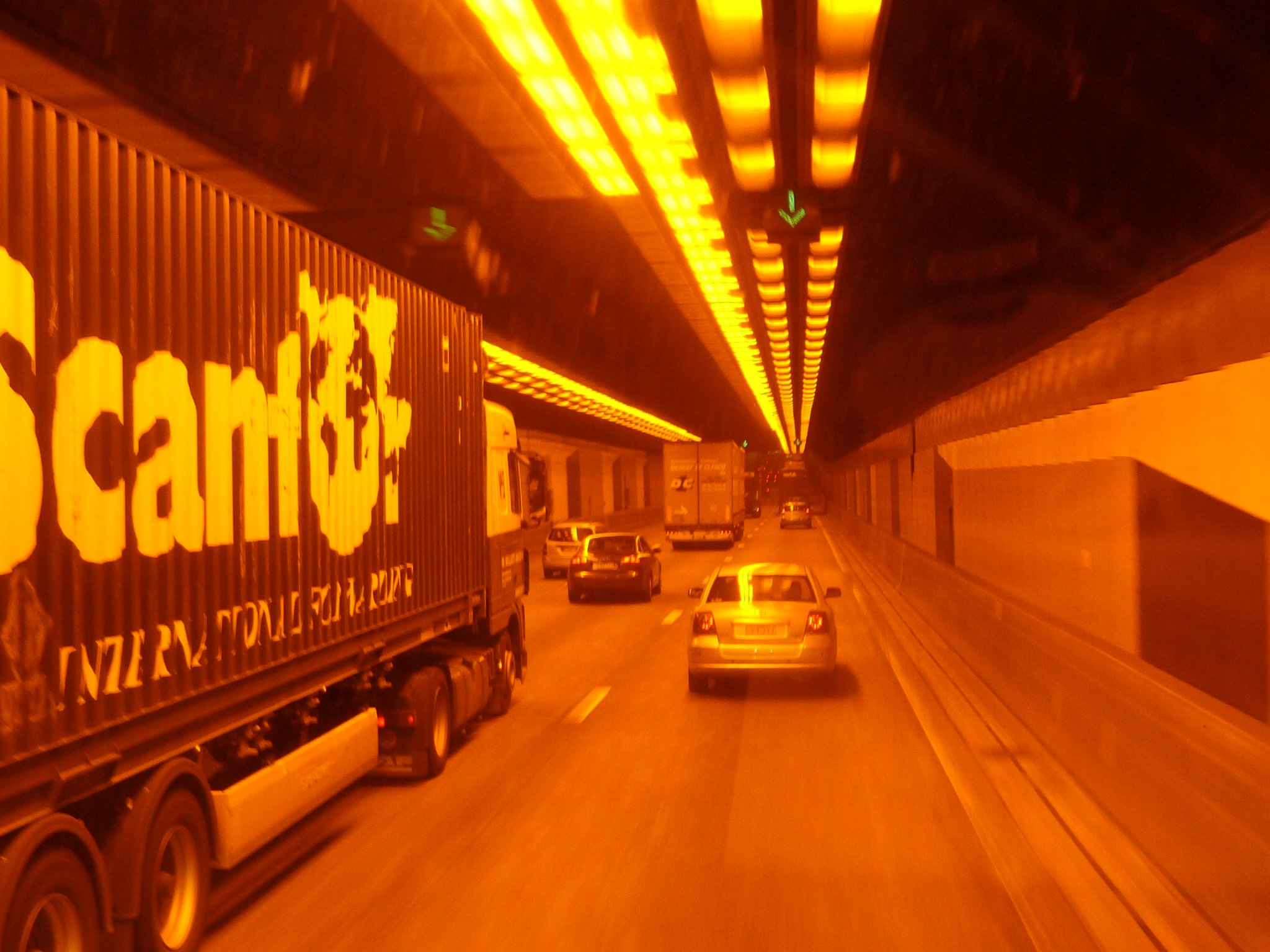
Тоннель в Антверпене, Бельгия